# Valeria Vázquez
Valeria Vázquez Latorre (San Juan, Porto Rico, 1994) é uma modelo e rainha de beleza de Porto Rico que venceu o Miss Supranational 2018.
Ela foi coroada na Polônia aos 24 anos de idade e foi a primeira de seu país e do Caribe a levar esta coroa.

## Biografia
Valéria é filha de María Latorre e Rafael Vázquez e estudava Tecnologia Médica na Universidad de Puerto Rico, mas disse logo após o concurso que retomaria seus estudos somente após seu ano de reinado.

## Participação em concursos de beleza

### Nuestra Belleza Porto Rico
Valéria foi convidada pelo diretor do Nuestra Belleza Porto Rico para representar o país no Miss Supranacional, uma vez que em 2018 não houve concurso devido aos danos sócio-econômicos deixados na ilha após a passagem do Furacão Maria.

### Miss Supranacional 2018
No dia 07 de dezembro de 2018, em Krynica-Zdrój, na Polônia, Valéria derrotou outras 72 candidatas para ser tornar a Miss Supranational 2018, com isto levando um prêmio de 30 mil dólares.
Após vencer, ela disse que esta havia sido sua primeira vez em concursos de beleza, mas que a experiência havia sido muito enriquecedora.

#### Reinado
Após alguns dias na Polônia, onde cumpriu atividades que incluíram sua participação no Miss Polski, Valéria foi recebida em Porto Rico pela primeira-dama da ilha, Beatriz Roselló.
Ela também foi homenageada no Senado.
Em fevereiro de 2019, viajou para a Tailândia, Indonésia e Vietnã.